# Adèle Fanta
Pour les articles homonymes, voir Fanta (homonymie).
Adèle Fanta, née à Vienne le 12 décembre 1856 et morte à Versailles le 21 janvier 1940, est une professeure d'allemand et pédagogue française.

## Biographie
Adèle Fanta naît à Vienne en 1856, fille de Mathias Fanta et de son épouse, Caroline Mahler. Sa famille s'installe en France en 1863. Son père, brasseur à Sèvres, est naturalisé français en 1870, elle-même opte pour la nationalité française en 1882. Elle fait ses études dans un cours dirigé par Mathilde Salomon puis à domicile avec une préceptrice. En 1873, elle s'installe chez sa sœur, et poursuit ses études au cours secondaire de Versailles dont elle est diplômée en 1882 (brevet élémentaire), puis elle obtient un certificat secondaire des lettres et d’allemand en 1884 et poursuit ses études à la Sorbonne. Elle est reçue 2e à l'agrégation d’allemand en 1886, tout en enseignant au collège Sévigné. Elle est nommée professeure au lycée de jeunes filles de Nantes en 1886, puis au lycée Fénelon en 1887. Elle y enseigne jusqu'en 1897. Elle continue à enseigner au collège Sévigné jusqu'en 1919, est également professeure et inspectrice à la maison d'éducation de la Légion d’honneur de Saint-Denis de 1895 à 1905. Elle est membre du jury d'agrégation d'allemand de 1892 à 1897.
Elle est nommée « maitresse de conférences deuxième classe » à l’École normale supérieure de Sèvres en 1897, où elle enseigne jusqu'à sa retraite en 1919. Elle crée en 1910 l'« Union froebelienne française » sous le patronage de Louis Liard, alors vice-recteur de l'académie de Paris, et publie la revue L’Éducation joyeuse aux jardins d'enfants et dans la famille, avec Élise Destrée-Van der Molen et Alice Bauer-Hertz. Elle crée au collège Sévigné une formation de jardinières d'enfants. Elle est membre de la Société pour la propagation des langues étrangères fondée en 1891, et de diverses associations (Assistance maternelle et infantile de Versailles (1914), Société pour l'enseignement ménager en Seine-et-Oise (1915), notamment). Elle collabore à la mise en place de formations de jardinières d'enfants à l'université avec Anne Amieux. Celle-ci crée également une formation à l'École normale supérieure de jeunes filles de Sèvres dont elle est devenue directrice en 1919, avec Adèle Fanta, déjà retraitée mais qui continue à y donner des cours.

## Distinctions
- 1897 : officier d'académie[2]
- 1919 : chevalier de la Légion d'honneur[1]